# Automobilwerk Zwickau
La Automobilwerk Zwickau (trad. dal tedesco, Fabbrica automobilistica di Zwickau) è stata una casa automobilistica tedesca orientale attiva dal 1955 al 1958, ma già presente dal 1949 sfruttando l'ex stabilimento Audi di Zwickau.

## Storia

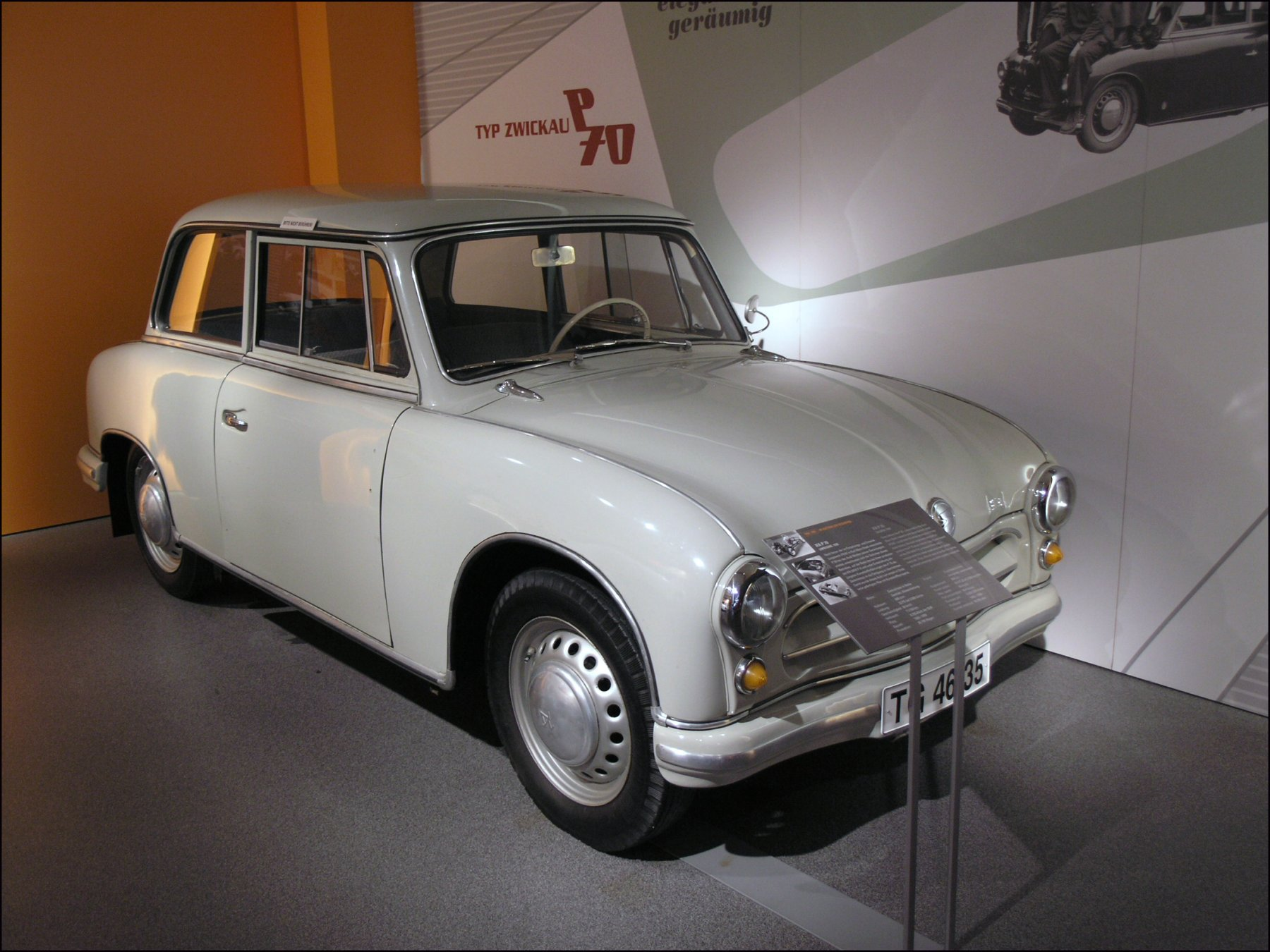
Una P70, primo ed unico vero modello realizzato dalla AWZ

La Automobilwerk Zwickau nacque sulle ceneri dei vecchi impianti di Zwickau, dove prima del conflitto venivano assemblate le vetture DKW e Audi. Il 12 luglio 1945 diverse zone della Germania orientale vennero occupate dall'esercito sovietico, che confiscò moltissimi stabilimenti. Anche lo stabilimento di Zwickau subì la stessa sorte, ma la dirigenza della DKW fece in tempo a fuggire ad Ingolstadt, nella futura Germania Ovest, dove avrebbe ridato vita ad un impianto in grado di continuare la produzione DKW.
Le fabbriche Audi ed Horch vennero rilevate dall'autorità sovietica. Inizialmente ribattezzato come VEB Kraftfahrzeugwerk Audi, lo stabilimento di Zwickau venne in seguito utilizzato per una nuova Casa, fondata nel 1955 con il nome di Automobilwerk Zwickau (AWZ), la quale fu uno dei principali nodi automobilistici per la variegata produzione della IFA.
Sono di questo periodo le IFA F8 e F9, uscite dagli stabilimenti della VEB Kraftfahzeugwerk Audi. Nel 1953, la produzione della F9 venne spostata da Zwickau ad Eisenach, in seguito all'acquisizione della IFA da parte della AWE.
Nel 1955 la IFA venne estinta, assorbita dalla AWZ: sotto il controllo di essa passarono i numerosi marchi rilevati dall'IFA nel corso della sua breve esistenza. I modelli a marchio IFA furono invece soppressi o riproposti con altri marchi, spesso fu lo stesso marchio AWZ a comparire sui modelli del nuovo corso. Fu così che nacque la AWZ P70, un'autovettura dalla carrozzeria rinnovata rispetto alle F8 che era chiamata a sostituire, ma dalla meccanica invariata.
Nel frattempo il vecchio stabilimento Horch, situato sempre a Zwickau, mutò ragione sociale in VEB Sachsenring Kraftfahrzeug- und Motorenwerk (tradotto: Fabbrica di automobili e motori Sachsenring) e cominciò nel 1957 la produzione della Trabant, una vettura che sarebbe diventata di lì a poco una vera e propria istituzione.
Con quest'ultima fabbrica la AWZ si fuse nel 1958, dando origine alla VEB Sachsenring Automobilwerk Zwickau, ponendo fine all'Automobilwerk Zwickau originaria. L'ex stabilimento della AWZ venne adibito alla produzione dei motori per la Trabant e al suo assemblaggio finale, mentre l'ex-stabilimento Horch si occupò della produzione dei telai per la piccola vettura, ma anche degli ultimi esemplari della P70, non più prodotti a marchio AWZ ma Horch. Un terzo stabilimento, sempre appartenente alla neonata azienda, si occupò della produzione delle carrozzerie in Duroplast e alla loro verniciatura.